# Alba Fucens
Alba Fucens est une colonie romaine fondée à la fin du IVe siècle av. J.-C. après une victoire des Romains sur les Èques. Elle est située dans les Apennins, dans la région des Abruzzes, sur la via Valeria entre Carseoli et Corfinium/Italica, à quelques kilomètres au nord du lac Fucin, aujourd'hui à sec. Le site se trouve sur l'actuelle commune de Massa d'Albe, dans la province de L'Aquila, à une altitude d'environ 1 000 mètres.

## Histoire

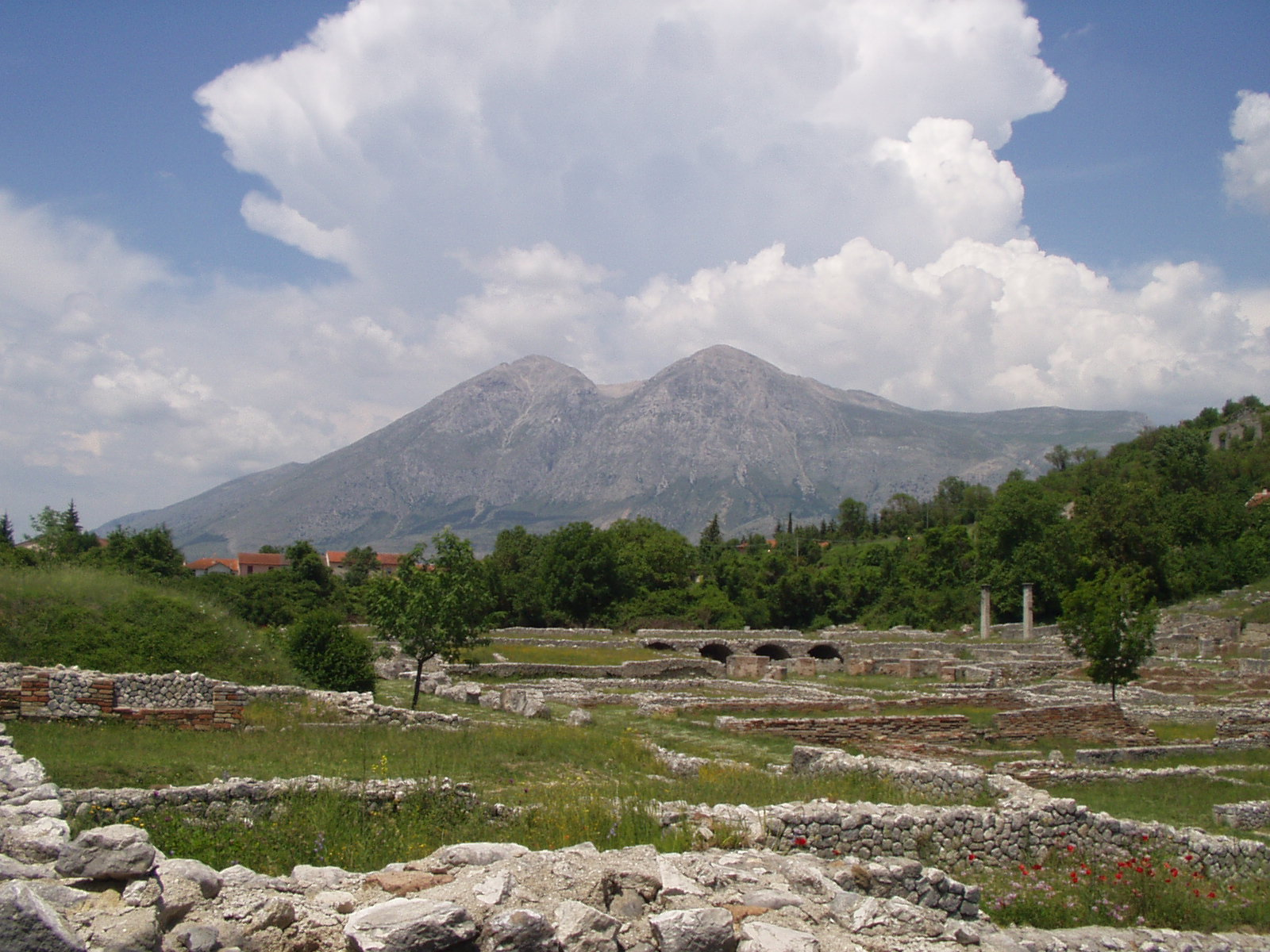
Le site d'Alba Fucens. Au fond, le Monte Velino.

La date de la fondation de la colonie romaine d'Alba Fucens fait l'objet de débats chez les historiens de Rome, qui la situent entre 307 et 302 av. J.-C.. Malgré quelques indices, l'existence d'un établissement èque antérieur à la colonie romaine n'est pas assuré.
Alba Fucens occupait, au carrefour de plusieurs voies, une position stratégique qui facilitait aux Romains le contrôle de la région. Elle était desservie par la via Valeria.
Les Romains y ont retenu en captivité des personnages vaincus comme Syphax, roi numide, Persée, roi de Macédoine, qui y meurt en 166 av. J.-C., Bituit, roi des Arvernes. Pendant la guerre sociale, Alba Fucens reste fidèle à Rome. L'empereur Trébonien Galle (251-253), d'origine ombrienne, devait avoir un lien avec la ville dont une Vibia Galla, sans doute sa fille, fit restaurer les thermes.
Aux IXe et Xe siècles, Alba Fucens fut détruite par les Sarrasins, la population survivante trouvant ensuite refuge dans les villes et villages alentour.

## Fouilles

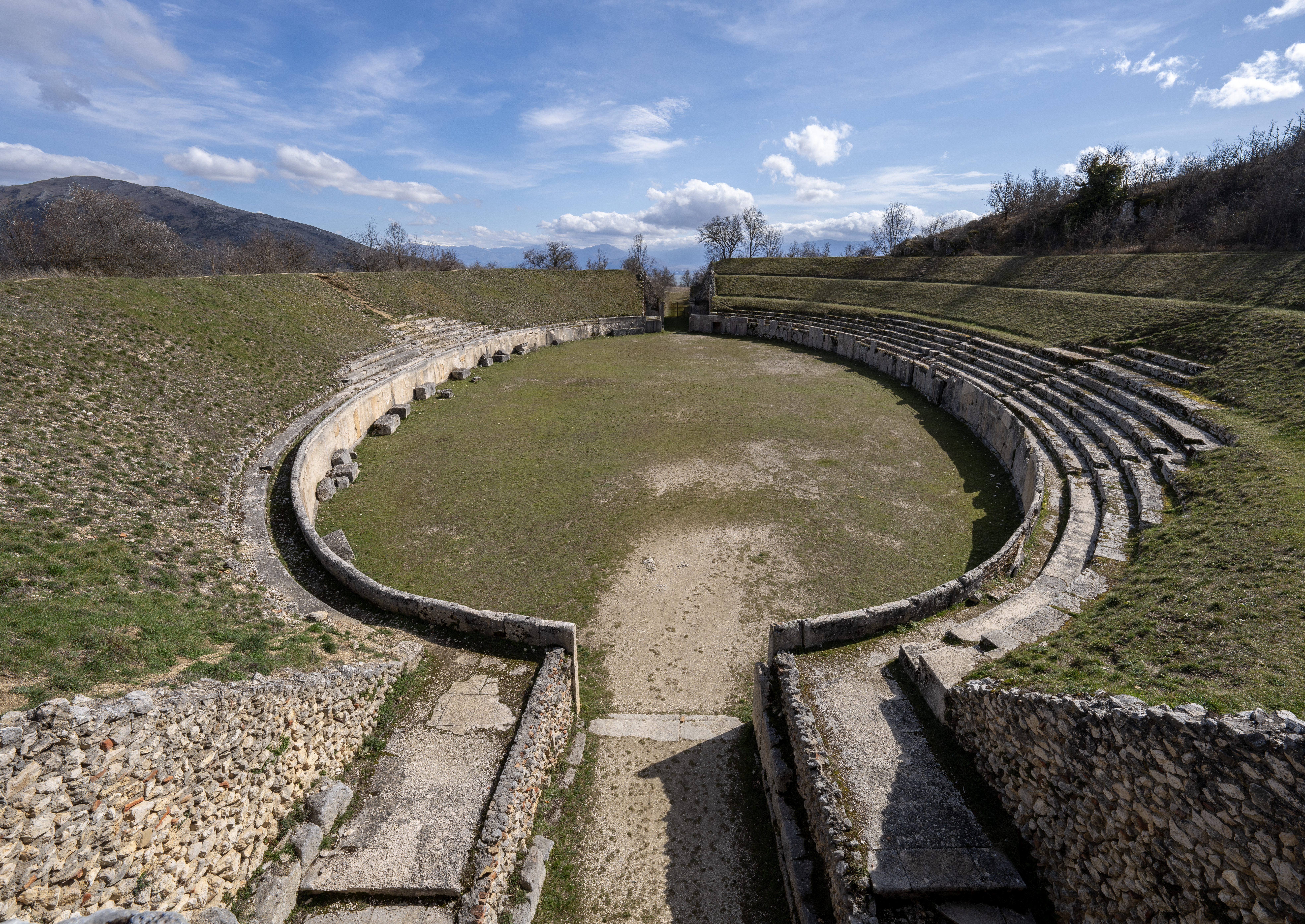
L'amphithéâtre d'Alba Fucens, dégagé par les fouilles belges

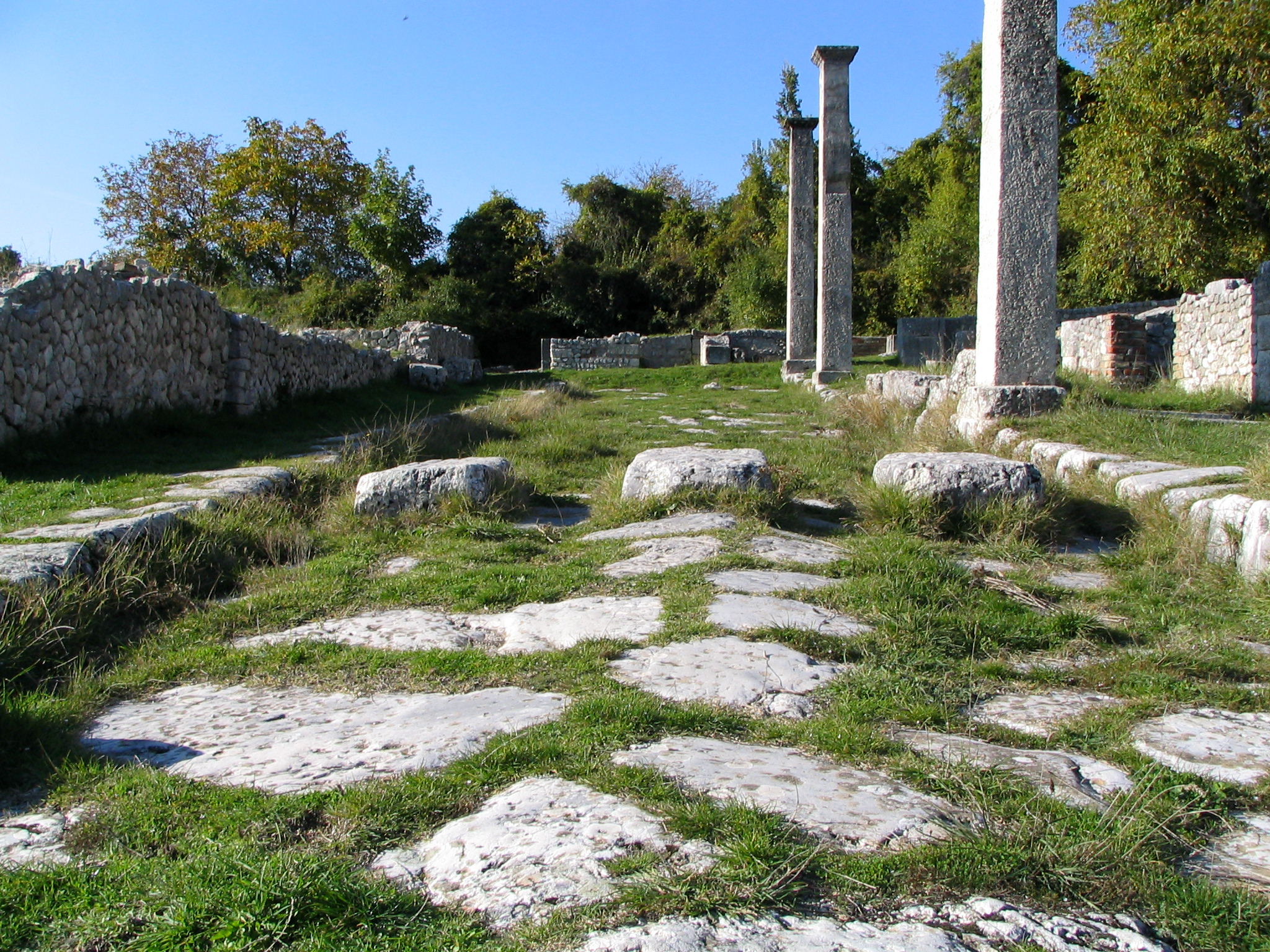
Alba Fucens. Rue.

Le site est connu par ses remparts en appareil polygonal, d'une longueur de 3 km.
Après la seconde guerre mondiale, en1945, Fernand De Visscher, professeur de droit romain à l’Université Catholique de Louvain est nommé Directeur de l’Académie belge à Rome, institution inaugurée en 1939 et mise en veilleuse à cause de la guerre.
Les Etats-Unis d’Amérique à Cosa ( Cosa étrusque) et la France à Bolsena avaient obtenu de l’Italie de pouvoir commencer des fouilles dans ces sites historiques importants, Fernand De Visscher s’attache à obtenir la même possibilité pour les universités belges.
Grâce à ses nombreuses et excellentes relations établies entre les deux guerres avec ses collègues italiens, il obtient officiellement d’entamer des fouilles à Alba Fucens, ville romaine dont on ne voyait plus à l’époque que des remparts mégalithiques.
Ce site était connu par un ouvrage de Carlo Promis, architecte piémontais, qui avait noté avec soin les particularités des monuments visibles de la cité et réclame des fouilles entreprises « da persone intelligenti et desinteressate » 
Après avoir obtenu l'autorisation d'entamer des fouilles, Fernand De Visscher se mit au travail pour que celles-ci se concrétisent et prend contact avec Franz De Ruyt (rencontré à Rome en 1934), professeur ordinaire depuis 1943 à l’université catholique de Louvain et titulaire depuis 1949 de la chaire d'archéologie. Le juriste et l’archéologue travaillent ensemble.
À la suite d'un accord conclu avec le Conseil Supérieur des Antiquités et Beaux-Arts d'Italie, présidé par Guglielmo de Angelis d’Ossat, et grâce à une donation importante de deux mécènes belges, amis de l'Université de Louvain, la première campagne de fouilles est engagée durant le printemps et l'été 1949 (25 avril - 15 juin ; 3 août - 5 septembre) », sous la direction de Fernand De Visscher et Franz De Ruyt en étroite collaboration avec M. Valerio Cianfarani, surintendant aux Antiquités des Abruzzes et Molise.
En accord avec celui-ci, Nello Berardinelli fut choisi comme assistant. L'architecte Gismondi et son collaborateur M. Visca, MM. Consoli, attaché à la surintendance des Abruzzes, et Jean Bingen, boursier de voyage à l'Academia Belgica, prêtèrent leur concours à des titres divers.
Les premiers sondages sont un succès et en juillet 1949, un site de 3 hectares est exproprié au centre présumé de la ville antique par le Ministère italien de l'Instruction Publique, Direction générale des Antiquités et des Beaux-Arts qui, de plus, accorde des crédits en vue de la restauration et de la conservation des monuments mis à jour.
La 2e campagne de fouilles (17 avril au 8 juillet 1950) reçoit important subside du Fonds national belge de la Recherche scientifique et bénéficie la collaboration de Sigfried j. De Laet, professeur d’archéologie à l'Université de Gand et de Joseph Mertens, docteur en philologie classique et licencié en Archéologie et Histoire de l'Art de l'Université de Louvain.
Les campagnes de fouille se succèdent en 1951 (7 mai - 21 juillet) suivie en 1952 (12 mai - 16 juillet) et en 1953 (18 mai - 20 juillet).
Ces campagnes peuvent se réaliser grâce au financement de « …généreux donateurs anonymes de notre entreprise dont les libéralités ont été complétées par de larges subventions du Fonds National de la Recherche Scientifique, ainsi que de l'Université de Louvain »
Les fouilles ont dégagé une longueur de la via Valeria et mis au jour une borne milliaire, avec une inscription en l'honneur de l'empereur (usurpateur) Magnence (350-353). Elles ont mis au jour la zone du forum, avec une basilique, un marché, des thermes, ainsi que l'amphithéâtre, plusieurs maisons et des édifices religieux.
En 1951, une belle statue de Vénus anadyomène a été retrouvée, ainsi qu'une statue d'une divinité guerrière où Fernand de Visscher reconnaît Nerio. Sur la colline qui domine le site à l'ouest se trouvait un temple d'Apollon, qui a été ensuite transformé en église (San Pietro), église dans laquelle ont été réutilisés des éléments d'époque romaine (colonnes, mosaïques).
Les campagnes de fouilles se poursuivent d’année en année sous la direction de Fernand de Visscher, Joseph Mertens, Franz De Ruydt,Siegfried De Laet. Jean Bingen Professeur à l'Université Libre de Bruxelles, se consacrait depuis le début à l'étude des innombrables monnaies découvertes. Ce groupe fut rejoint de 1961 à 1967 par  Jean-Charles Balty, professeur de l’Université Libre de Bruxelles.
Une grande exposition intitulée «Alba Fucens - découverte d'une cité romaine des Abruzzes » est organisée à Bruxelles du 9 au 24 janvier 1960 au Palais des Beaux-Arts de Bruxelles, exposition placée sous le haut patronage de sa majesté la Reine Élisabeth.
«Ces recherches archéologiques ont fait l’objet de nombreuses publications, ainsi que de plusieurs expositions (à Rome et à Bruxelles). C’est sans doute aussi à cet investissement peu commun qu’il (Fernand De Visscher) doit la distinction honorifique de «cultore di Roma», en 1964, quelques mois seulement avant de mourir.
Les fouilles continuent après le décès de Fernand De Visscher sous la direction de Joseph Mertens jusqu’en 1979.
Mises en veille, elles reprennent en 2007 par le CReA-Patrimoine (Université Libre de Bruxelles), en collaboration avec les Musées Royaux d’Art et d’Histoire.

### Les principaux sites
- Aqueduc romain d'Alba Fucens
- Amphithéâtre romain d'Alba Fucens
- Théâtre romain d'Alba Fucens